# Estación Rubén Darío
Rubén Darío es una estación ferroviaria ubicada en el Partido de Hurlingham, Provincia de Buenos Aires, Argentina.

## Servicios
Observan parada aquí los servicios locales entre estación Federico Lacroze y estación General Lemos.

## Ubicación
Está emplazada en la intersección de las avenidas Julio Argentino Roca y Arturo Jauretche. Se encuentra a 4 cuadras de la estación Hurlingham de la Línea San Martín.
A pocos metros de esta estación se desprende la línea principal a la Mesopotamia, que utilizaban los trenes generales del servicio conocido como Trenes Especiales Argentinos. Donde se ejecutaba el cambio de vías del Ferrocarril Nacional General Urquiza - El Gran Capitán atravesando diferentes provincias hasta la Estación Posadas en la provincia de Misiones o el Ramal Fátima - Rojas - Cuatro de Febrero llegando a la provincia de Santa Fe. 
Los trenes de carga ya no circulan por dicha vía en territorio bonaerense, al concentrar la empresa estatal Trenes Argentinos Cargas el movimiento en la estación Zárate.
Junto a la estación se encuentra el taller de trenes eléctricos de Metrovías (también se reparan coches del subterráneo).